# 狭萼报春
狭萼报春（学名：Primula stenocalyx）为报春花科报春花属下的一个种。

## 扩展阅读
- 維基物種上的相關：狭萼报春